# St. Jacobi (Salzderhelden)

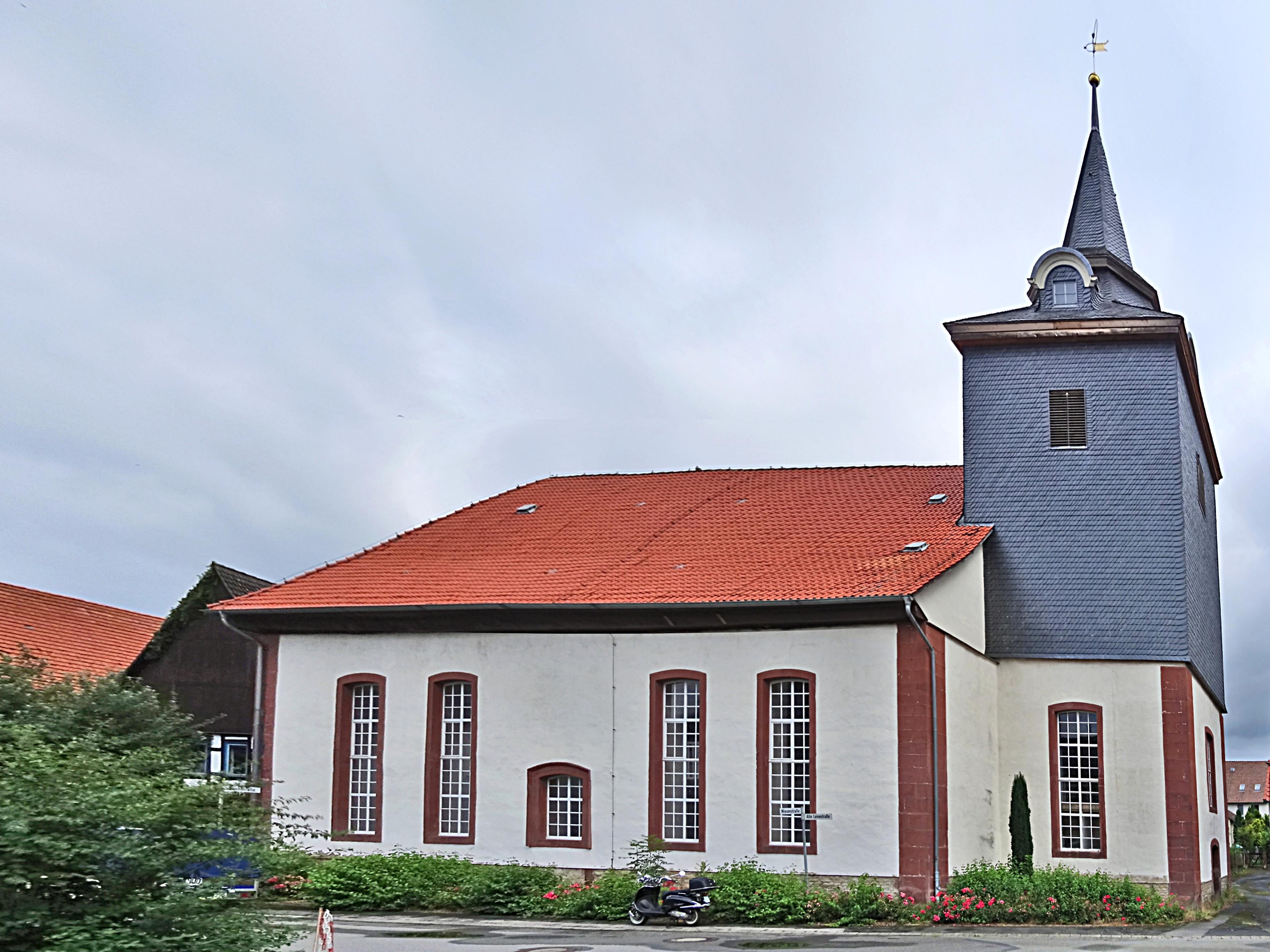
St. Jacobi

Die evangelisch-lutherische Kirche St. Jacobi steht in Salzderhelden, einem Ortsteile der Stadt Einbeck im Landkreis Northeim von Niedersachsen. Die Kirchengemeinde gehört zum Kirchenkreis Leine-Solling im Sprengel Hildesheim-Göttingen der Evangelisch-lutherischen Landeskirche Hannovers.

## Beschreibung
Die Arbeiter der Saline Salzderhelden wollten ihr eigenes Gotteshaus haben. So wurde 1333 eine Kapelle auf dem Grund der heutigen Kirche gebaut. Sie bekam sogar 1493 einen Glockenturm. Als sie baufällig wurde, begann 1764 der Bau der heutigen Kirche, der 1769 abgeschlossen war. Da der Baugrund als zu unsicher galt, wurde der neue Glockenturm an der Ostseite, also hinter dem Chor errichtet. Seine oberen Geschosse sowie der achtseitige spitze Helm sind schiefergedeckt. Die übrigen Wände der Kirche sind verputzt. Der Kanzelaltar stammt von 1769. Auf seiner linken Seite ist die Auferstehung Jesu Christi, auf der rechten Seite ist Mose mit den zehn Geboten zu sehen. Die übrige Kirchenausstattung ist nach einem Entwurf von Conrad Wilhelm Hase 1876–77 entstanden. Er ließ auch den Innenraum mit einem Tonnengewölbe bedecken. Eine Statue des Johannes des Täufers trägt das Taufbecken. 1876 wurde die Orgel von Julius Strobel gebaut. Sie wurde 1973 durch ein neues Werk von Albrecht Frerichs ersetzt. Der alte Prospekt blieb erhalten.